# حملة كوفيد، افعل الآن
حملة كوفيد، افعل الآن (بالإنجليزية: Covid Act Now)‏ وتعرف اختصارًا كان (بالإنجليزية: CAN)‏ هي منظمة مستقلة غير ربحية تقدم معلومات استخباراتية عن الاراض على المستوى المحلي و تخليل البيانات حول جائحة كورونا كوفيد-19 في الولايات المتحدة الامريكية، عبر موقع الكتروني و واجهة برمجية التطبيقات (وواجهة المستخدم).
تساعد (كان) الشركاء في إدارات الصحية المحلية في المقاطعات و الشركات المتعددة الجنسيات في تطوير خطط الاستجابة فيروس كوفيد-19. يتم استخدام واجهة برمجة التطبيقات الخاصة بها من قبل العديد من شركات Fortune 500 لاتخاذ قرارات إعادة الفتح المستندة الى البيانات.
كان المنتج الأول للمنظمة هو نموذج SEIR التقليدي للتنبؤ بمعدل انتشار كوفيد-19 في الولايات المتحدة. وكان النموذج يعتمد على كود مفتوح المصدر لأليسون هيل، الأستاذة المساعدة في معهد جونز هوبكنز للطب الحاسوبي. عملت ريبيكا كاتز وفريقها كمستشارين مهمين.
يشمل شركاء كان في مجال النمذجة والبيانات شركة Grand Rounds، وهي شركة للرعاية الصحية الرقمية، وشركة USA Facts . الجامعات التابعة لها هي المركز الطبي لجامعة جورج تاون ، وكلية طب ستانفورد ، ومعهد هارفارد للصحة العالمية. 

## تاريخها
بدأت (كان) كتعاون بين أربعة متطوعين - ماكس هندرسون (موظف سابق في Google )، وإيجور كوفمان (مهندس سابق في Dropbox )، وزاكاري روزن، وجوناثان كريس تومكينز - ونشروا النسخة الأولى من نموذجهم في 20 مارس 2020. وسرعان ما انضم إلى الفريق خبراء الصحة العامة وعلماء البيانات وغيرهم من المتخصصين. وقد أدى النموذج الأولي إلى زيادة الوعي بالنقص الحاد في سعة المستشفيات التي قد تواجهها الولايات المتحدة إذا لم يتم التخفيف من انتشار كوفيد-19.

## السمات
توفر المنصة مجموعة من الميزات، بما في ذلك:
1. خريطة في الوقت الفعلي لتقييم مستوى خطر الإصابة بمرض كوفيد-19 في كل ولاية ومقاطعة في الولايات المتحدة، مع مراعاة انتشار المرض وجودة الاستجابة المحلية.
2. بيانات عن الأسرة المتوفرة في وحدة العناية المركزة .
3. معلومات عن معدل الاختبارات الإيجابية لكوفيد-19 في المناطق المختلفة.
4. مقاييس فعالية جهود تتبع المخالطين .
5. أهلية التطعيم ومعدلاته.
6. رسوم متحركة مدتها 22 ثانية تصور الانتشار الأولي لفيروس COVID-19 في جميع أنحاء الولايات المتحدة [2]

## التأثير
تم استخدام نماذج (كان) وتصورات البيانات من قبل المسؤولين في ولايات متعددة للمساعدة في اتخاذ القرارات المتعلقة بالإغلاق وإعادة الفتح وتخصيص الموارد. وتم الاستشهاد بعمل المنظمة في مناقشات السياسات والتقارير الإعلامية طوال فترة الوباء. في منتصف عام 2021، وصف موقع Business Insider منظمة (كان) بأنها "منظمة غير ربحية رائدة في الولايات المتحدة".  اعتبارًا من أكتوبر 2023، تزعم المنظمة أنها خدمت عشرات الملايين من المستخدمين ودعمت مئات المسؤولين الفيدراليين والولائيين والمحليين بالإضافة إلى العديد من الشركات المتعددة الجنسيات والمنظمات غير الحكومية . 

## الانتقاد
كما هو الحال مع العديد من النماذج خلال الأيام الأولى لجائحة كوفيد-19، واجهت التوقعات الأولية لـ (كان)التدقيق فيما يتعلق بالافتراضات التي تم إجراؤها والبيانات المستخدمة. ومع ذلك، استجاب الفريق للملاحظات من خلال تحسين نماذجه وإضافة المزيد من مصادر البيانات بمرور الوقت.

## روابط خارجية
- قانون كوفيد الآن (كندا)